# Vĩnh Hựu
Vĩnh Hựu là một xã thuộc tỉnh Đồng Tháp, Việt Nam.

## Địa lý
Xã Vĩnh Hựu có vị trí địa lý:
- Phía đông giáp xã Long Bình.
- Phía tây giáp xã Bình Ninh.
- Phía nam giáp xã Tân Thới, ranh giới là sông Cửa Tiểu.
- Phía bắc giáp xã Vĩnh Bình.

Xã Vĩnh Hựu có diện tích 31,89 km², dân số năm 2025 là 24.210 người, mật độ dân số đạt 759 người/km².

## Lịch sử
Ngày 16 tháng 6 năm 2025, Ủy ban Thường vụ Quốc hội ban hành Nghị quyết số 1663/NQ-UBTVQH15 về việc sắp xếp các đơn vị hành chính cấp xã của tỉnh Đồng Tháp năm 2025. Theo đó, sắp xếp toàn bộ diện tích tự nhiên, quy mô dân số của xã Long Vĩnh và Vĩnh Hựu thành xã mới có tên gọi là xã Vĩnh Hựu.
Sau khi sáp nhập, xã Vĩnh Hựu có 31,89 km² diện tích tự nhiên và dân số 24.210 người.